# غیاث‌الدین محمد (وزیر)

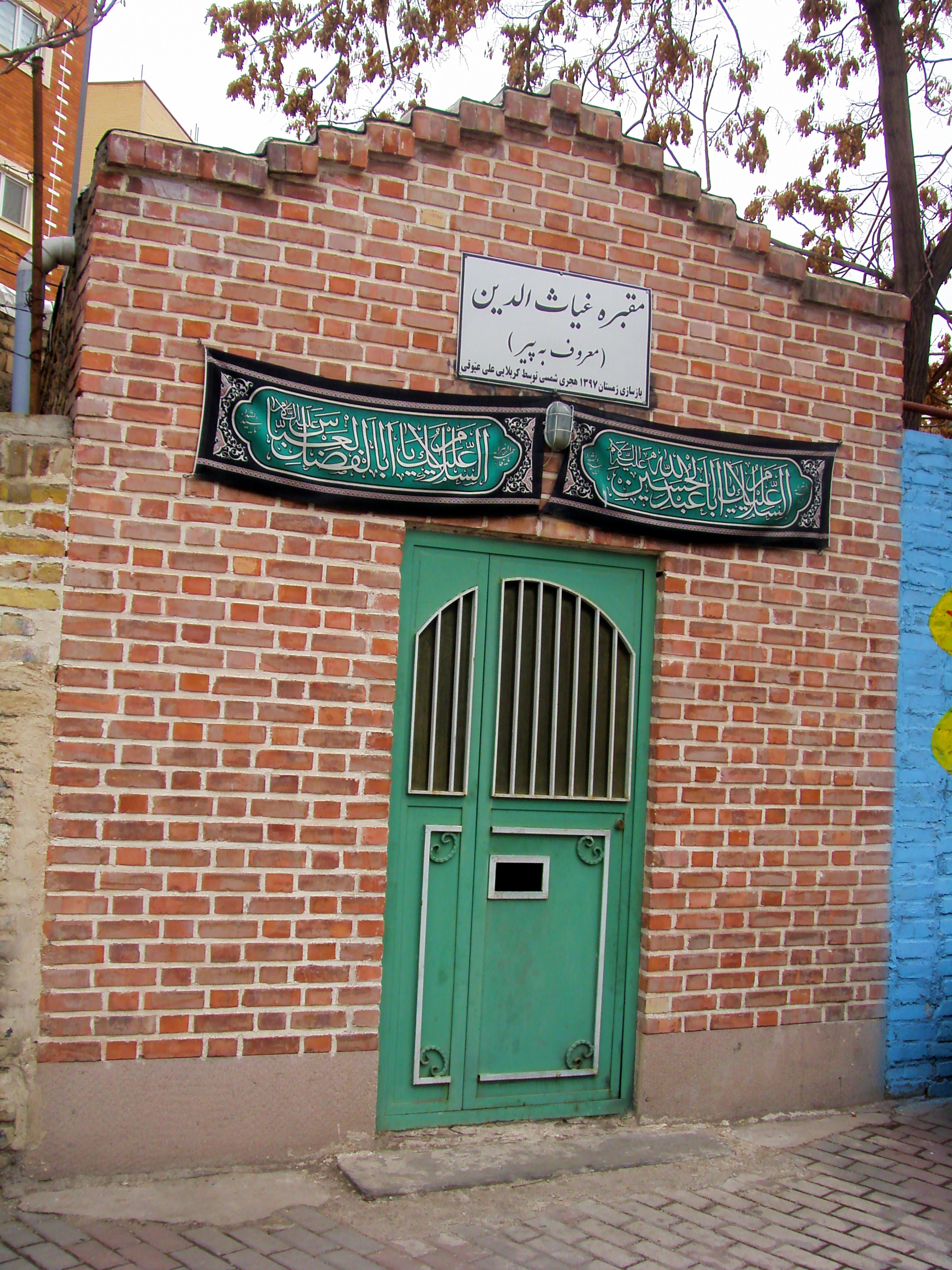
آرامگاه غیاث‌الدین در کوی غیاث تبریز

غیاث الدین محمد بن رشید الدین فضل‌الله (متوفی به سال ۱۳۳۶ م) یک دیوان‌سالار ایرانی تحت حکومت ایلخانیان بود، که به عنوان وزیر آخرین ایلخانیان ابوسعید بهادرخان حکومت ۱۳۱۶–۱۳۳۵) از سال ۱۳۲۷ تا ۱۳۳۵ خدمت می‌کرد. غیاث الدین پسر رشیدالدین همدانی (اعدام در سال ۱۳۱۸)، مورخ و وزیر برجسته غازان خان (حکومت ۱۲۹۵–۱۳۰۴) و اولجایتو (حکومت ۱۳۰۴–۱۳۱۶) بود. 
غیاث الدین به‌طور ویژه‌ای حامی هنر بود. در دهه ۱۳۳۰، آثار مختلفی توسط شخصیت‌های برجسته ای مانند شاعران اوحدی مراغه ای، خواجو کرمانی و سلمان ساوجیبه او تقدیم شد. همچنین آثار دانشمندانی مانند قاضی عدودالدین ایجی؛ و مورخانی مانند حمدالله مستوفی و شعبان کرایی.  